# Сулейман Шах
Сулейман Шах (тур. Süleyman Şah ) — с XV века считался отцом Эртогрула и дедом Османа I.
На данный момент считается доказанным, что отцом Эртогрула был Гюндюз Альп. Была найдена монета с надписью «Осман б. Эртогрул б. Гюндуз Альп».
Османист Поль Уиттек предположил, что Сулейман Шах — это Сулейман ибн Кутулмыш. Первым выдвинул такое предположение Энвери в XV веке, выводя династию османов от Cельджукидов. Однако источники ссылаются на то, что сельджукский султан Сулейман ибн Кутулмыш погиб во время боя с сельджукидом Тутушем в 1086 году в Сирии и был похоронен у ворот Алеппо. Путаница, вероятно, была связана с тем, что Сулейман Шаха путали с его сыном, Кылыч-Арсланом I, который утонул в 1107 году в притоке Евфрата, реке Хабур. По словам А. Крымского «франкские и византийские историки, равно как и Тассо», называли Кылыч-Арслана Сулейманом.
Считается, что в так называемой «Гробница Турка» захоронен Сулейман Шах, утонувший, по легенде, при переправе через реку Евфрат.